# NK Varaždin (2012)
NK Varaždin is een Kroatische voetbalclub uit Varaždin. 

## Geschiedenis
De club werd in 2012 opgericht als Varaždin ŠN nadat Varteks Varaždin, dat sinds 1992 onafgebroken in de hoogste klasse van Kroatië speelde, door financiële problemen uit de competitie gezet werd. Varteks begon in 2013 terug in de derde klasse, maar ging in 2015 failliet, nadat ze eerst nog de naam VŠNK Varaždin aangenomen hadden. Hierop wijzigde de nieuwe club de naam in NK Varaždin. In 2019 wist de club te promoveren naar de hoogste klasse. Na twee seizoenen volgde degradatie maar na één seizoen wist de club meteen weer terug te komen op het hoogste niveau.

## Eindklasseringen vanaf 2013
| Seizoen | Competitie                 | Niveau | Eindstand | Beker       | Opmerking                                                                     |
| ------- | -------------------------- | ------ | --------- | ----------- | ----------------------------------------------------------------------------- |
| 2012/13 | 2. ŽNL Regio Varaždin-Oost | V      | 3         | --          |                                                                               |
| 2013/14 | 2. ŽNL Regio Varaždin-Oost | V      | 3         | --          | Varaždin promoveert omdat de nummers 1 en 2 niet wilden.                      |
| 2014/15 | 1. ŽNL Regio Varaždin-Oost | IV     | 1         | --          |                                                                               |
| 2015/16 | 3. HNL-Oost                | III    | 11        | --          |                                                                               |
| 2016/17 | 3. HNL-Oost                | III    | 2         | 1e ronde    | Kampioen NK Međimurje wilde niet promoveren                                   |
| 2017/18 | 2. HNL                     | II     | 2         | 1e ronde    | pd-wedstrijden > NK Istra 1961: 1-3/1-0; Liga-topscorer: Domagoj Drožđek (16) |
| 2018/19 | 2. HNL                     | II     | 1         | 8e finale   | Liga-topscorer: Leon Benko (21)                                               |
| 2019/20 | 1. HNL                     | I      | 8         | 8e finale   |                                                                               |
| 2020/21 | 1. HNL                     | I      | 10        | 8e finale   |                                                                               |
| 2021/22 | 2. HNL                     | II     | 1         | 8e finale   |                                                                               |
| 2022/23 | HNL                        | I      | 6         | 8e finale   |                                                                               |
| 2023/24 | HNL                        | I      | 6         | kwartfinale |                                                                               |
| 2024/25 | HNL                        | I      | 4         | 8e finale   |                                                                               |

## Varaždin in Europa
Uitslagen vanuit gezichtspunt NK Varaždin (2012)
| Seizoen                                                    | Competitie        | Ronde | Land              | Club           | Totaalscore | 1e W    | 2e W    | PUC |
| ---------------------------------------------------------- | ----------------- | ----- | ----------------- | -------------- | ----------- | ------- | ------- | --- |
| 2025/26                                                    | Conference League | 2Q    | Vlag van Portugal | CD Santa Clara | 2-3         | 2-1 (T) | 0-2 (U) | 1.0 |
| Totaal aantal behaalde punten voor UEFA coëfficiënten: 1.0 |                   |       |                   |                |             |         |         |     |

Zie ook
- Deelnemers UEFA-toernooien Kroatië
- Ranglijst van alle clubs die in de diverse Europa Cups zijn uitgekomen

Gorica · 
Istra 1961 · 
Osijek · 
Rijeka · 
Šibenik · 
Slaven Belupo · 
Hajduk Split · 
NK Varaždin · 
Dinamo Zagreb ·
Lokomotiva Zagreb